# Santa Maria (Maja Blagdan)
Santa Maria (talvolta chiamata anche Santa Marija) è un singolo della cantante croata Maja Blagdan, pubblicato nel 1993 attraverso l'etichetta discografica Croatia Records e incluso nell'album di debutto della cantante, Vino i gitare. La canzone è stata scritta e composta da Zrinko Tutić e Zlatan Stipišić Gibonni. Santa Maria è stata pubblicata su un 45 giri insieme a Jedini moj. Con questa canzone, Maja Blagdan ha partecipato all'evento musicale Zagrebfest nel 1992.

## Tracce
45 giri
1. Jedini moj – 3:00
2. Santa Maria – 4:12